# Buteo
Pour les articles homonymes, voir Buteo (homonymie).
Genre
Buteo constitue un genre de rapaces diurnes de la famille des Accipitridae. Les espèces qui le composent portent toutes le nom vernaculaire de buse.

## Taxonomie et systématique
Buteo dérive du latin, ce terme désignait dans ce contexte toutes les buses.

### Liste des espèces
D'après la classification de référence (version 14.1, 2024) de l'Union internationale des ornithologues, il y a 28 espèces du genre Buteo (ordre philogénique) :
- Buteo plagiatus (Schlegel, 1862) – Buse grise ;
- Buteo nitidus (Latham, 1790) – Buse cendrée ;
- Buteo lineatus (Gmelin, JF, 1788) – Buse à épaulettes ;
- Buteo ridgwayi (Cory, 1883) – Buse de Ridgway ;
- Buteo platypterus (Vieillot, 1823) – Petite Buse ;
- Buteo albigula Philippi, 1899 – Buse à gorge blanche ;
- Buteo brachyurus Vieillot, 1816 – Buse à queue courte ;
- Buteo solitarius Peale, 1849 – Buse d'Hawaï ;
- Buteo swainsoni Bonaparte, 1838 – Buse de Swainson ;
- Buteo galapagoensis (Gould, 1837) – Buse des Galapagos ;
- Buteo albonotatus Kaup, 1847 – Buse à queue barrée ;
- Buteo jamaicensis (Gmelin, JF, 1788) – Buse à queue rousse ;
- Buteo ventralis Gould, 1837 – Buse de Patagonie ;
- Buteo regalis (Gray, GR, 1844) – Buse rouilleuse ;
- Buteo lagopus (Pontoppidan, 1763) – Buse pattue ;
- Buteo hemilasius Temminck & Schlegel, 1845 – Buse de Chine ;
- Buteo japonicus Temminck & Schlegel, 1845 – Buse du Japon ;
- Buteo refectus Portenko, 1935 – Buse de l'Himalaya ;
- Buteo rufinus (Cretzschmar, 1829) – Buse féroce ;
- Buteo bannermani Swann, 1919 – Buse du Cap-Vert ;
- Buteo socotraensis Porter & Kirwan, 2010 – Buse de Socotra ;
- Buteo buteo (Linnaeus, 1758) – Buse variable ;
- Buteo trizonatus Rudebeck, 1957 – Buse forestière ;
- Buteo oreophilus Hartert, EJO & Neumann, 1914 – Buse montagnarde ;
- Buteo auguralis Salvadori, 1866 – Buse d'Afrique ;
- Buteo brachypterus Hartlaub, 1860 – Buse de Madagascar ;
- Buteo augur (Rüppell, 1836) – Buse augure ;
- Buteo rufofuscus (Forster, JR, 1798) – Buse rounoir.

Paleobiology Database (18 oct. 2012) ajoute les espèces éteintes suivantes :
- Buteo ales †
- Buteo antecursor †
- Buteo contortus †
- Buteo coterminus †
- Buteo dananus †
- Buteo fluviaticus †
- Buteo grangeri †
- Buteo typhoius †